# Elina Lipp
Elina Lipp (28 maggio 2002) è una sciatrice alpina tedesca.

## Biografia
Specialista delle prove tecniche attiva dal novembre del 2018, Elina Lipp ha esordito in Coppa Europa il 2 dicembre 2021 a Pass Thurn in slalom speciale (47ª) e ai Mondiali juniores di Sankt Anton am Arlberg 2023 ha conquistato la medaglia d'argento nella combinata a squadre; ha debuttato in Coppa del Mondo l'11 novembre 2023 a Levi in slalom speciale, senza qualificarsi per la seconda manche. Non ha preso parte a rassegne olimpiche o iridate.

## Palmarès

### Mondiali juniores
- 1 medaglia:
  - 1 argento (combinata a squadre a Sankt Anton am Arlberg 2023)

### Coppa Europa
- Miglior piazzamento in classifica generale: 134ª nel 2023